# 内田裕基
内田 裕基（うちだ ひろき、1991年5月27日 - ）は、日本の男性脚本家、小説家。BLUE LABEL（MMJ）所属。東京工芸大学芸術学部映像学科卒業。

## 人物
幼少期は、さくらももこのエッセイに影響され、作家に憧れていた。高校時代に脚本家を志し始め、高校生時代に参加した小林雄次のエッセイ集刊行記念イベントを機に小林雄次に顔を覚えられ、日本大学芸術部の授業に潜り込むようになった。梶研吾に紹介されたことを機に、大学2年生の時から梶研吾の映画製作に携わるようになった。東京工芸大学在学中には自主映画も制作している。
2015年には『ウルトラマンX』シリーズでドラマ脚本を手がけ、ドラマ脚本家としてデビューした。2017年にはアニメ『ゲーマーズ!』のシリーズ構成を手がけた。
他の女性クリエイターとの合作作品も存在し、その一連の作品では合同のペンネームとして内田ゆき名義を使用している。
2018年、「ぼくの初恋は透明になって消えた。」で小説家デビューを果たした。

## 作品

### 映画
- 三森迷子の逃亡（2012年）※デビュー作[1]
- シフガフ「好き。」（2013年、監督兼任）
- 炎〜HOMURA（2014年） - 梶研吾と共同脚本
- オールドフレンド（2014年、監督兼任）
- 仮面ライダー THE WINTER MOVIE ガッチャード&ギーツ 最強ケミー★ガッチャ大作戦（2023年）

### テレビドラマ
2015年 
- ウルトラマンX 第12話「虹の行く先」

2016年 
- ウルトラマンオーブ 第20話「復讐の引き金」

2018年 
- 御茶ノ水ロック（脚本協力）[1]

2020年 
- 年下彼氏（脚本）[7]
- GARO -VERSUS ROAD-（脚本）[8]
- 僕らは恋がヘタすぎる（脚本）[9]

2021年 
- ジモトに帰れないワケあり男子の14の事情（脚本・挿入歌作詞）[10]
- 仮面ライダーセイバー（脚本）

2022年 
- 仮面ライダーリバイス（脚本）

2023年 
- 仮面ライダーガッチャード（脚本）

2024年 
- 年下彼氏2（脚本）

2025年 
- 仮面ライダーガヴ（脚本）

### 配信ドラマ
- 仮面ライダーリバイス The Mystery（2022年、脚本）
- 仮面ライダージャンヌ&仮面ライダーアギレラ withガールズリミックス（2022年、脚本）
- 仮面ライダーアウトサイダーズ（2022年、脚本）
- 仮面ライダージュウガVS仮面ライダーオルテカ（2023年、脚本）
- 仮面ライダーガッチャードVS仮面ライダーレジェンド（2023年、脚本）
- 仮面ライダーマジェード withガールズリミックス（2025年、脚本）[11]

### テレビアニメ
2017年
- ゲーマーズ!（シリーズ構成）

2018年
- メルクストーリア -無気力少年と瓶の中の少女-（シリーズ構成・脚本）

2019年
- デート・ア・ライブIII（脚本）
- 浦島坂田船の日常（シリーズ構成・脚本）

2020年
- とある科学の超電磁砲T（脚本）

2022年
- 失格紋の最強賢者（シリーズ構成・脚本）
- 薔薇王の葬列（シリーズ構成・脚本）

2023年
- 婚約破棄された令嬢を拾った俺が、イケナイことを教え込む（シリーズ構成・脚本）

2024年
- ささやくように恋を唄う（シリーズ構成・脚本）
- THE NEW GATE（シリーズ構成・脚本）

### Webアニメ
2022年
- LUPIN ZERO（脚本）

### 舞台
- Puppet（2014年）
- 朗読書店 オンリー・ブック・リーディング『分岐美少年』（2016年）
- 舞台『奇子』（2019年、脚本協力[15]）
- 脳内クラッシュ演劇『DRAMAtical Murder』[16]（2019年、脚本）
- 舞台『文豪ストレイドッグス DEAD APPLE』（2021年、脚本協力）
- 本能バースト演劇『sweet pool』（2022年、脚本）
- 舞台『薔薇王の葬列』（2022年、脚本）
- 獣愛ブースト音楽劇『Lamento -BEYOND THE VOID-』（2024年、脚本）

### 漫画原作
- ウルタールの憂鬱（2016年2月 - 、電撃ホビーウェブ） - 内田ゆき名義
- 駆ケ落チ・心中・ヴァージンロード（作画：宇佐崎しろ、同人誌、COMITIA120で頒布開始）
- 水の中の九月（作画：鏑木えむ、同人誌、COMITIA120頒布開始）

### 小説
- ぼくの初恋は透明になって消えた。（2018年、アルファポリス）
- ぼくは彼女のふりをする（2018年、プライムノベルス）
- 君の涙はとても恋しい（2020年、LINE文庫）
- ぬいぐるみ専門医 綿貫透のゆるふわカルテ（2020年、マイナビ出版ファン文庫）
- スーベニアはひかりつづける（2020年、こどもノベル・プロジェクト）[17]

### オーディオドラマ
- スタミュ 主題歌「SHOW MUST GO ON!」初回限定盤特典CD収録ボイスドラマ『浦島坂田船クエスト』（2017年、脚本）[1]
- 浦島坂田船「Four the C」初回限定盤B 特典CD収録ボイスドラマ『続・男子高生の非・日常』(2017年、脚本)[15]
- ゲーマーズ! DVD&Blu-ray全巻封入特典ドラマCD（2017年9月 - 2018年2月、脚本）[1]
- 浦島坂田船「V-enus」(2018年、脚本)[18][15]
  - アニメイト特典CD収録ボイスドラマ『続々・男子高生の非・日常』
  - Amazon.co.jp特典CD収録ボイスドラマ『スペースシップ☆浦島坂田船』
- DECO*27／アルバム「アンドロイドガール」特典ドラマCD『妄想感傷代償連盟』（2019年、脚本[19]）
- 浦島坂田船「RAINBOW」（2020年、脚本）[20]
  - アニメイト特典CD収録ボイスドラマ『うしさせ家の四兄弟』
  - Amazon.co.jp特典CD収録ボイスドラマ『浦島坂田船レンジャー』
- DECO*27／アルバム「アンデッドアリス」特典ドラマCD『乙女解剖オリジナル』『乙女解剖パラレル』（2020年、脚本[21]）
- 魔進戦隊キラメイジャー おはなしCD（2020年、脚本[22]）

### オリジナルビデオ
- 仮面ライダーガッチャード GRADUATIONS（2025年、監修[23]）
- ホッパー1のはるやすみ（2025年、脚本[24]）

### その他
- ウルトラマンX 第1話・第10話（2015年、出演[25][26]）
- ウルトラマンオーブ 第11話（2016年、出演[27]）
- 「高校生のための eiga worldcup 2015」自由部門第一次審査員
- イベント『Happy Halloweeeen 浦島坂田幽霊船』朗読劇（2017年、脚本）[15]
- 浦島坂田船 日本武道館公演 影ナレーション原稿 (2018年)[15][28]
- うらたぬきバースデーライブ『Greedy World』朗読劇(2018年、脚本)[15][29]
- ライブツアー『URASAKA KINGDOM～To kiss princess～』朗読劇（2019年、脚本・アナウンス原稿[15]）
- アニメ『浦島坂田船の日常』DVD アニメイト限定特典小説「浦島坂田船の日常〜転校前夜」（2020年）[30]
- アクションショー『仮面ライダーガッチャード ファイナルステージ』（2024年、脚本[31]）